# Guillaume de Beaujeu

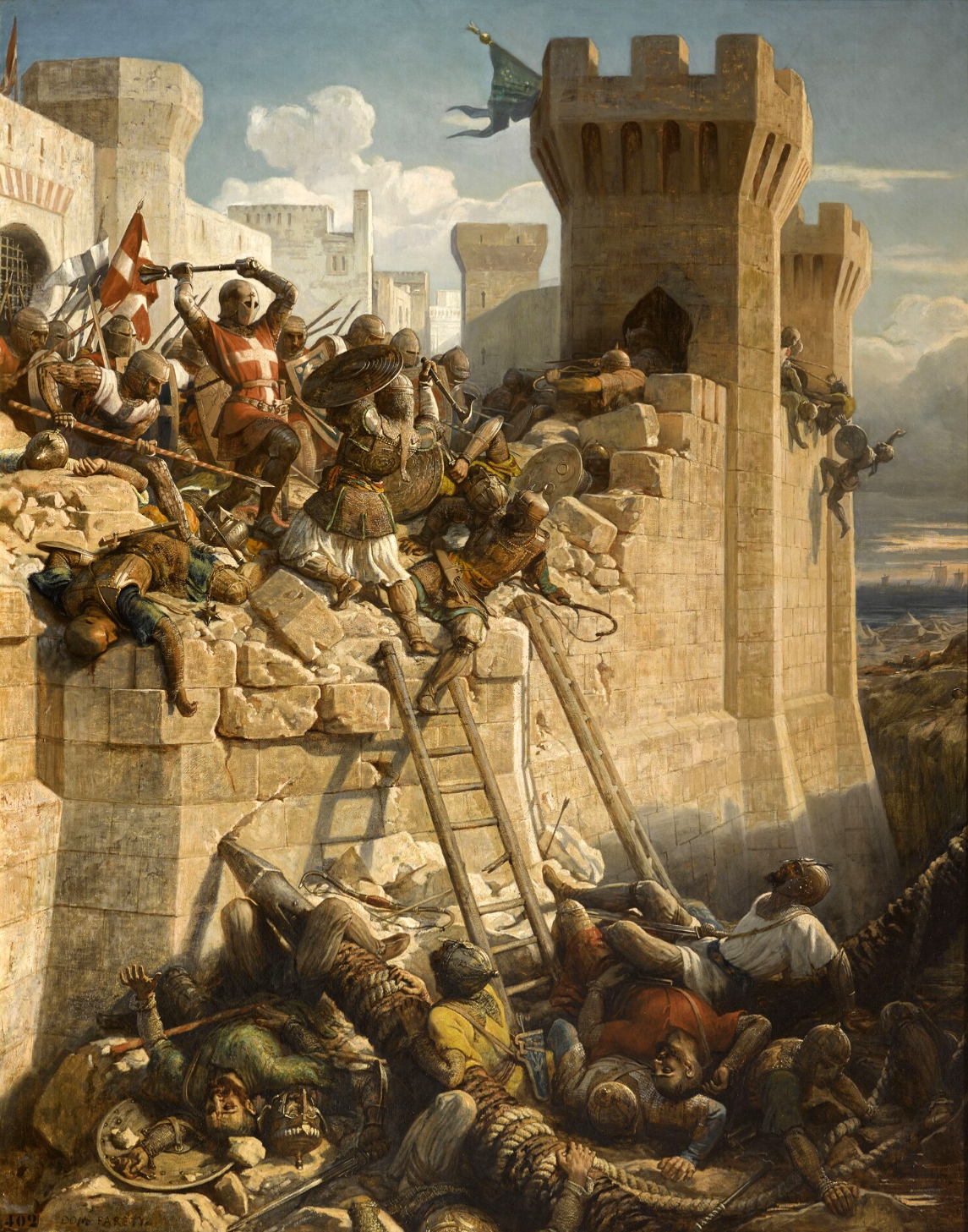

Guillaume de Beaujeu, talvolta italianizzato in Guglielmo di Belgioia (... – 18 maggio 1291), è stato il 21º Gran Maestro dei Cavalieri templari dal 1273 al 1291.

## Biografia
Nacque nella regione di Beaujeu in Francia da un'importante famiglia nobile imparentato con il re Luigi IX di Francia e Carlo I d'Angiò, re di Sicilia. Entrò nell'Ordine templare all'età di 20 anni, iniziando come comandante templare nella provincia di Tripoli nel 1271 e dal 1272 di quella di Apulia e Sicilia. Non giunse in Terra santa se non quando venne eletto Gran Maestro dell'Ordine templare il 13 maggio 1273 e arrivò solo nel settembre del 1275 a San Giovanni d'Acri dato che venne chiamato da papa Gregorio X ad assistere al Concilio di Lione II.
Nel 1279 de Beaujeu entrò in conflitto con Ugo III di Cipro che confiscò i beni dei templari sull'isola, il distaccamento templare a Cipro durò circa 20 anni e il problema di risolse solo quando Jacques de Molay divenne Gran Maestro dell'Ordine. Nel 1282 cominciò ad attuare politiche a favore dei governatori musulmani in modo da prendere tempo e approfittando dell'invasione dei Mongoli fece in modo di allungare la tregua che era stata firmata nel 1271 per altri 10 anni, lo scopo dei crociati era quello di fare scoppiare conflitti tra mongoli e musulmani, i crociati infatti restarono neutrali, solo i cristiani armeni stavano dalla parte dei mongoli, mentre de Beaujeu mantenne relazioni amichevoli con gli egiziani.
Nel 1288 il nuovo sultano egiziano, Qalawun, decise di attaccare Tripoli rompendo così la tregua, grazie però ai rapporti che continuavano ad esserci con la corte egiziana il Gran Maestro venne a sapere dell'imminente attacco, così informò i dignitari di Tripoli che però non gli credettero pensando di essere protetti dalla tregua, anzi al contrario credevano fosse un piano del Gran Maestro per potersi impossessare della città. A causa di ciò Tripoli venne conquistata dai musulmani il 28 aprile 1289 e Qalawun poté iniziare ad attuare il suo piano per scacciare i crociati dalla Terra Santa, iniziando a preparare l'assedio di Acri.
Il Gran Maestro propose allora ai dignitari di San Giovanni d'Acri di rilasciare i condannati a morte chiusi in modo da guadagnare tempo, ma questo rifiutarono credendo valida la tregua del 1282 firmata con gli egiziani. I crociati, tuttavia, riuscirono a guadagnare tempo grazie alla morte del sultano che provocò una guerra di successione che durò fino al 1290 con l'elezione di Al-Ashraf Khalil che il 21 aprile dello stesso anno si presentò davanti alle mura della città.
Durante la battaglia il Gran Maestro compì alcune azioni con successo: nella notte del 16 aprile, ad esempio, uscì alla testa di 300 cavalieri e massacrò diverse centinaia di musulmani con lo scopo di distruggere le loro armi d'assedio, ma alla fine dovette rinunciare e tornò dentro le mura della città. Il 18 maggio però i musulmani si lanciarono nell'ultimo assalto attraverso una buco che avevano aperto nelle mura, Guillaume de Beaujeu raccolse attorno a sé una decina di Templari e altrettanti Cavalieri Ospitalieri e inizialmente erano riusciti a fermare i nemici che però si erano già riversati in città, ma mentre affrontava i nemici in corpo a corpo venne raggiunto da una freccia lanciato da un arciere siriano che gli attraverso il fianco all'altezza del torace, i cavalieri che erano con lui allora si ritirarono portandolo all'interno della città, ma morì poco dopo.